# Sala Kontainer Aretoa
La sala Kontainer Aretoa es un espacio dedicado al ensayo y representación de iniciativas de teatro, danza y audiovisuales ubicada en Bilbao, capital de la provincia vasca de Vizcaya en España. 
La iniciativa y creación de este espacio arranca en el año 2005 como una apuesta firme por las artes escénicas y un lugar de encuentro entre el público, los creadores e intérpretes. Está gestionada por un colectivo compuesto por actores y actrices bilbaínos y pretende la dinamización del ambiente cultural del Bilbao metropolitano.
Kontainer Aretoa es un espacio polivalente y abierto a organizaciones culturales dentro del panorama escénico de Euskadi, dando especial apoyo a los grupos jóvenes que abordan sus primeros proyectos.